# J. C. Wriede
Die Werft von J. Wriede und seinem Sohn J. C. Wriede auf Finkenwerder baute von 1800 bis 1904 rund 100 Holzschiffe für den regionalen Bedarf.

## Geschichte
Joachim Wriede baute etwa ab 1800 kleine hölzernen Segelschiffe, vorwiegend Galeassen, Schoner, Kutter und Ewer für die Küstenfahrt, Elbe und Nebenflüsse. Sein Sohn Julius Carsten Wriede arbeitete seit 1828 im Werftbetrieb seines Vaters und übernahm später den Betrieb von seinem Vater. Ab 1840 wurden auch größere, für die Seefahrt gut geeignete, Frachtsegler bis 350 BRT gebaut. Ab 1880 überwogen dann Fischewer und Fischkutter von 40 bis 100 BRT. Es waren besonders die Kapitäne und Reeder von Finkenwerder, Blankenese, Moorburg, Cranz, Estebrügge, Krautsand, Neuenfelde und Hamburg insgesamt, die hier ihre Schiffe bauen ließen. Bis 1904 entstanden auf dieser Werft etwa hundert Schiffe.
Die Werft wurde 1920 an J. R. Köser verkauft, der bis 1926 vorwiegend Jachten baute und reparierte. Nach dem Zweiten Weltkrieg wurde von Julius Carsten Wriede, einem Urenkel des Gründers, wieder eine Bootswerft eröffnet, die jedoch 1962 der großen Sturmflut zum Opfer fiel.